# Барбацца, Фабрицио
Фабри́цио Барба́цца (итал. Fabrizio Barbazza, 2 апреля, 1963, Монца) — итальянский автогонщик, пилот CART и Формулы-1.

## Биография
В 1985 году стал бронзовым призёром итальянской Формулы-3, на следующий год переехал в США, где уже в дебютном сезоне выиграл чемпионат ARS (предшественник серии «Инди Лайтс»). В 1987 году выступал в чемпионате CART, где завоевал звание «Новичок года», был третьим в дебютной гонке «500 миль Индианаполиса». С 1988 года участвовал в международном чемпионате Формулы-3000, в 1991 году безуспешно пытался пробиться на старт гонок чемпионата мира Формулы-1 за рулём автомобиля команды AGS. На следующий год вернулся в CART, в 1993 году вновь участвовал в Формуле-1, выступая за команду Minardi, заработал очки за два шестых места. В середине сезона был заменён на Пьерлуиджи Мартини. После ухода из Формулы-1 выступал в чемпионате IMSA. В 1995 году в гонке на трассе Роуд Атланта его автомобиль Ferrari 333SP врезался в вылетевшую с трассы машину и разломился надвое. Барбацца получил тяжёлые травмы головы и переломы рук и ног. После восстановления решил прекратить гоночную карьеру.

## Результаты выступлений в Формуле-1
| Легенда к таблице |                                                                    |
| --- | ------------------------------------------------------------------ |
| В таблице перечислены результаты всех Гран-при Формулы-1, в которых принимал участие гонщик. Строками таблицы являются сезоны, столбцами — этапы чемпионата мира. В каждой клетке указаны сокращённое название этапа и результат, дополнительно обозначенный цветом. Расшифровка обозначений и цветов представлена в нижеследующей таблице. |                                                                    |
| \| Пример \| Описание \| \| ------------ \| ------------------------------------------------------------------ \| \| 1 \| Победитель \| \| 2 \| Второе место \| \| 3 \| Третье место \| \| 5 \| Финишировал, заработав очки \| \| Сход \| Не финишировал, но при этом заработал очки \| \| 12 \| Финишировал, не получив очков \| \| НКЛ \| Финишировал, но не попал в финальную классификацию \| \| 15 \| Участвовал вне зачёта, либо по отдельной классификации \| \| 18 \| Не финишировал, но попал в финальную классификацию \| \| Сход \| Не финишировал \| \| НКВ \| Не прошёл квалификацию \| \| НПКВ \| Не прошёл предквалификацию \| \| ДСК \| Дисквалифицирован \| \| ИСК \| Исключён из протокола соревнований \| \| ТТ \| Заявлен для участия только в тренировках \| \| НС \| Участвовал в квалификации, но не стартовал в гонке \| \| Т \| Травмирован или болен \| \| ОТК \| Отказ от участия \| \| НТР \| Прибыл на соревнования, но на трассу не выезжал \| \| НПР \| Был заявлен в числе участников, но не прибыл к началу соревнований \| \| О \| Соревнования отменены \| \| \| Не участвовал \| \| Поул-позиция \| \| \| Быстрый круг \| \| |                                                                    |
| Пример | Описание                                                           |
| 1 | Победитель                                                         |
| 2 | Второе место                                                       |
| 3 | Третье место                                                       |
| 5 | Финишировал, заработав очки                                        |
| Сход | Не финишировал, но при этом заработал очки                         |
| 12 | Финишировал, не получив очков                                      |
| НКЛ | Финишировал, но не попал в финальную классификацию                 |
| 15 | Участвовал вне зачёта, либо по отдельной классификации             |
| 18 | Не финишировал, но попал в финальную классификацию                 |
| Сход | Не финишировал                                                     |
| НКВ | Не прошёл квалификацию                                             |
| НПКВ | Не прошёл предквалификацию                                         |
| ДСК | Дисквалифицирован                                                  |
| ИСК | Исключён из протокола соревнований                                 |
| ТТ | Заявлен для участия только в тренировках                           |
| НС | Участвовал в квалификации, но не стартовал в гонке                 |
| Т | Травмирован или болен                                              |
| ОТК | Отказ от участия                                                   |
| НТР | Прибыл на соревнования, но на трассу не выезжал                    |
| НПР | Был заявлен в числе участников, но не прибыл к началу соревнований |
| О | Соревнования отменены                                              |
| | Не участвовал                                                      |
| Поул-позиция |                                                                    |
| Быстрый круг |                                                                    |

| Сезон | Команда | Шасси        | Двигатель                | Ш | 1        | 2        | 3       | 4       | 5        | 6       | 7        | 8        | 9        | 10       | 11       | 12       | 13       | 14       | 15  | 16  | Место | Очки |
| ----- | ------- | ------------ | ------------------------ | - | -------- | -------- | ------- | ------- | -------- | ------- | -------- | -------- | -------- | -------- | -------- | -------- | -------- | -------- | --- | --- | ----- | ---- |
| 1991  | AGS     | AGS JH25     | Ford Cosworth DFR 3,5 V8 | G | США      | БРА      | САН НКВ | МОН НКВ | КАН НКВ  | МЕК НКВ |          |          |          |          |          |          |          |          |     |     | —     | 0    |
| 1991  | AGS     | AGS JH25B    | Ford Cosworth DFR 3,5 V8 | G |          |          |         |         |          |         | ФРА НКВ  | ВЕЛ НКВ  | ГЕР НПКВ | ВЕН НПКВ | БЕЛ НПКВ | ИТА НПКВ |          |          |     |     | —     | 0    |
| 1991  | AGS     | AGS JH27     | Ford Cosworth DFR 3,5 V8 | G |          |          |         |         |          |         |          |          |          |          |          |          | ПОР НПКВ | ИСП НПКВ | ЯПО | АВС | —     | 0    |
| 1993  | Minardi | Minardi M193 | Ford Cosworth HB6 3,5 V8 | G | ЮАР Сход | БРА Сход | ЕВР 6   | САН 6   | ИСП Сход | МОН 11  | КАН Сход | ФРА Сход | ВЕЛ      | ГЕР      | ВЕН      | БЕЛ      | ИТА      | ПОР      | ЯПО | АВС | 19    | 2    |